# Sebú
Sebú (arabsky وادي سبو‎, Wādī Sebū, oficiální přepis Oued Sebou) je řeka v severozápadním Maroku. Je dlouhá 614 km.

## Průběh toku
Řeka pramení ve Středním Atlasu a ústí u Kenitry do Atlantiku. Nejdůležitější přítoky jsou Ouerrha, Baht a Inaouen.

## Vodní režim
Průměrný průtok činí 137 m³/s.

## Využití
Řeka je významná pro závlahové hospodářství Maroka a je na ní vybudováno mnoho zdymadel, přestože je splavná pouze do vzdálenosti 20 km a ve městě Kenitra je na ní jediný říční přístav v zemi.